# Бабелдаоб
Бабелдаоб (англ. Babeldaob) — найбільший острів Палау. Острів належить до архіпелагу Каролінських островів, другий за величиною у Мікронезії.
Площа острова — 331 км², що складає понад 70 % площі Палау. На Бабелдаобі проживає близько 6000 осіб (близько 30 % від усього населення держави).

## Географія
На відміну від інших островів Палау, територія Бабелдаоба гориста. На острові розташована найвища точка Палау — гора Нгерчелчуус (242 м). Східне узбережжя Бабелдаоба має багато піщаних пляжів, тоді як на західному узбережжі острова простягається берегова лінія з мангрових лісів.
На Бабелдаобі розташовується 10 з 16 штатів Палау:
- Аїмеліїїк
- Аїраї
- Мелекеок
- Нгараард
- Нгарчелонг
- Нгардмау
- Нгатпанг
- Нгчесар
- Нгеремленгуї
- Нгівал